# ’s-Gravenzande

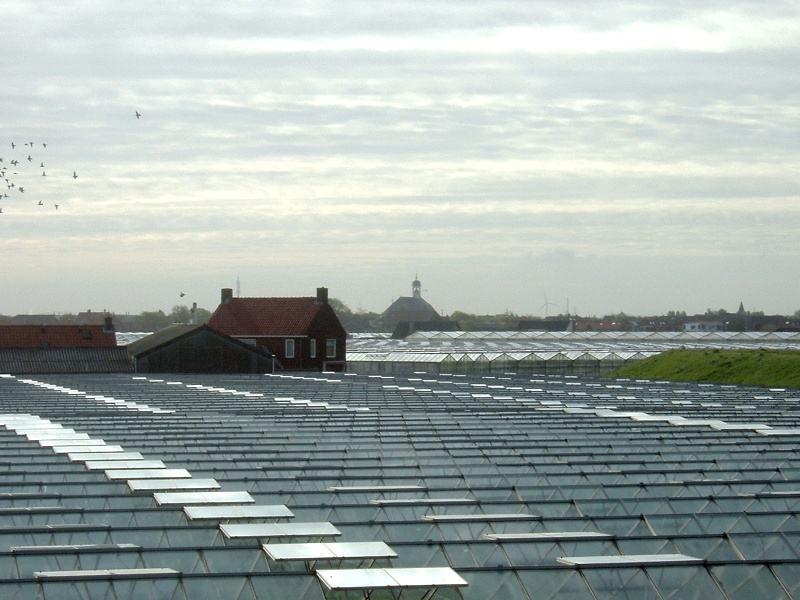
Gewächshäuser in ’s-Gravenzande

’s-Gravenzande ist ein Ortsteil der niederländischen Gemeinde Westland. Der Ort liegt an der Nordsee in unmittelbarer Nähe der Rheinmündung bei Hoek van Holland, wenige Kilometer südlich von Den Haag, und zählte 2024 23.730 Einwohner.

## Geschichte
Die Gemeinde Westland wurde erst zum 1. Januar 2004 gegründet, bis dahin war ’s-Gravenzande eine selbständige Gemeinde. Westland ist die dicht bebaute Region zwischen Den Haag, Rotterdam, dem Rheinmündungsarm Nieuwe Waterweg und der Nordsee, die mit Ausnahme der Wohnflächen und Verkehrswege komplett mit Gewächshäusern bebaut ist. Die Fläche des Gewächshausanbaus entspricht etwa der der Stadt Den Haag, was dem Westland den Beinamen „die gläserne Stadt“ einbrachte.
Vor der Fusion war das Dorf Heenweg ein Ortsteil von ’s-Gravenzande, bis 1914 auch Hoek van Holland, das seitdem jedoch zu Rotterdam gehört.
Der Graf und spätere römisch-deutsche Gegenkönig Wilhelm von Holland verlieh ’s-Gravenzande 1246 das Stadtrecht. Wilhelm hielt sich, ebenso wie sein Vater Florens IV., oft in ’s-Gravenzande auf. Dem gräflichen Hof verdankt der Ort die erste Hälfte seines Namens, die zweite weist auf einen früheren, dann versandeten Mündungsarm hin.
’s-Gravenzande war zeitweise sogar ein Wallfahrtsort: Gräfin Mathilde von Brabant, Frau Florens’ und Mutter Wilhelms, schenkte der Kirche, die sie hatte bauen lassen, ein Madonnenbild, dem Wundertätigkeit zugeschrieben wurde.

## Politik

### Sitzverteilung im Gemeinderat
| Partei           | Sitze | Sitze | Sitze | Sitze |
| Partei           | 1990  | 1994  | 1998  | 2002  |
| ---------------- | ----- | ----- | ----- | ----- |
| CDA              | 8     | 6     | 6     | 6     |
| VVD              | 4     | 4     | 5     | 4     |
| Dorpspartij      | —     | 2     | 2     | 3     |
| PvdA             | 2     | —     | 2     | 2     |
| ChristenUnie/SGP | —     | —     | —     | 2     |
| GroenLinks       | —     | —     | 0     | 0     |
| SGP/RPF          | —     | 2     | 2     | —     |
| D66              | —     | 1     | 0     | —     |
| PvdA/GroenLinks  | —     | 2     | —     | —     |
| SGP              | 1     | —     | —     | —     |
| Lijst-Meinen     | 1     | —     | —     | —     |
| Gemeentebelangen | 1     | —     | —     | —     |
| Gesamt           | 17    | 17    | 17    | 17    |

### Städtepartnerschaft
Seit 1961 besteht eine Partnerschaft zu Bad Karlshafen.

## Söhne und Töchter der Stadt
- Bastiaan Jan Ader (1909–1944), Geistlicher und Widerständler
- Willem van der Voort (1923–2016), Eisschnellläufer
- Willem Vanderpol (1938–2022), kanadischer Wasserballspieler
- Daniëlle Overgaag (* 24. März 1973), Radrennfahrerin und Fernsehmoderatorin
- Oscar Moens (* 1. April 1973), Fußballspieler
- Stefan Aartsen (* 13. März 1975), Schwimmer
- Jutta Leerdam (* 30. Dezember 1998), Eisschnellläuferin